# Necrophagia
Necrophagia — дэт-метал группа из США, образованная в городе Веллсвилл, штат Огайо, в 1983 году. Наряду с Possesed и Death считается одной из первых групп в жанре. Также коллектив был известен тем, что являлся первопроходцем в активном использовании эстетики, стилистики и тематики фильмов ужасов в творчестве.

## История
Группа была образована в 1983 году вокалистом Фрэнком Пуччи по прозвищу Киллджой. В дальнейшем коллектив издаёт некоторое количество демо-записей, а в 1987 году на лейбле New Renaissance Records выходит дебютный альбом Season Of The Dead, после которого группа распадается из-за возникших музыкальных разногласий внутри группы — Киллджой желал развиваться в более музыкально брутальном направлении, остальные же желали смягчения стилистики творчества. Однако Киллджой на этом не остановился и в 1991 году основал дэт/трэш-метал группу Cabal. В 1994 году Фил Ансельмо вновь поднял интерес Киллджоя к творчеству в рамках Necrophagia и сказал, что мог бы записать новый альбом проекта. В 1997 году Ансельмо присоединяется к составу группы в качестве гитариста и берёт себе псевдоним Антон Кроули. В 1998 году в свет выходит полноформатный релиз Holocausto De La Morte, изданный лейблом Red Stream Records.
18 марта 2018 года вокалист и основатель группы Киллджой скончался на 51 году жизни.

## Состав

### Настоящий состав
- Killjoy — вокал (умер в 2018)
- Fug — гитара
- Undead Torment — гитара
- Iscariah — бас
- Titta Tani — ударные
- Opal Enthroned — клавишные

### Бывшие участники
- Фредиабло — гитара
- Mirai Kawashima — клавишные
- Wayne Fabra — ударные
- Фил Ансельмо — гитара
- Dustin Havnen — бас
- Jared Faulk — бас
- Larry «Madthrash» Madison — гитара (первый альбом)
- Joe «Voyer» Blazer — ударные (первый альбом)
- Bill «Blaster» Bork — бас (первый альбом)
- Ben «Killer» Martin — гитара

## Дискография

### Полноформатные альбомы
- 1987 — Season Of The Dead
- 1990 — Ready For Death
- 1998 — Holocausto De La Morte
- 2003 — The Divine Art Of Torture
- 2005 — Harvest Ritual Vol. 1
- 2011 — Deathtrip 69
- 2014 — WhiteWorm Cathedral

### Демозаписи
- 1984 — Death Is Fun
- 1985 — Autopsy On The Living Dead
- 1985 — Rise From The Crypt
- 1985 — Rehearsal
- 1986 — Power Through Darkness
- 1986 — Nightmare Continues

### Другие релизы
- 1995 — Death Is Fun (сборник)
- 1999 — 'Black Blood Vomitorium (EP)
- 2000 — Legacy Of Horror, Gore And Sickness (сборник)
- 2001 — Cannibal Holocaust
- 2001 -— Reverse Voices Of The Dead (сплит с Antaeus)
- 2003 — Necrophagia/Sigh (сплит с Sigh)
- 2004 — Goblins Be Thine (EP)
- 2005 — Draped In Treachery (сплит с Viking Crown)
- 2006 — Slit Wrists And Casket Rot (концертный альбом)

## Видеография
- 1999 — Through Eyes Of The Dead
- 2004 — Nightmare Scenarios
- 2005 — Necrotorture
- 2011 — The Gospel of Gore